# NGC 103
NGC 103 је расејано звездано јато у сазвежђу Касиопеја које се налази на NGC листи објеката дубоког неба.
Деклинација објекта је + 61° 19' 19" а ректасцензија 0h 25m 17,3s. Привидна величина (магнитуда) објекта NGC 103 износи 9,8. NGC 103 је још познат и под ознакама OCL 291.